# 913 هـ
913 هـ هي سنة في التقويم الهجري امتدت مقابلةً في التقويم الميلادي بين سنتي 1507 و1508.

## مواليد
- أحمد يحيى الحسين
- محتشم الكاشاني

## وفيات
- دولتشاه السمرقندي